# 장달
장달(張達, ? ~ 222년)은 오나라의 장수로 원래는 촉나라의 장수였다.

## 생애
221년 유비의 오나라 정벌 당시 장비에게 앙심을 품고 그날 밤 범강과 함께 장비를 살해하고 목을 오나라로 들고 가 항복했다.
삼국지연의에서는 222년 유비의 공격으로 인해 오나라가 위협에 빠지자 손권의 명령으로 유비에게로 보내져 장비의 아들 장포에 의해 범강과 함께 처형되었고 되어있다. 하지만 실제로는 오나라로 달아난 후의 기록은 정사에 보이지 않으며, 오나라 정벌 또한 장포가 이미 사망한 뒤의 일이므로 역사적으로는 사실이 아니다.